# Fatima (film 1938)
Fatima è un film del 1938 realizzato nelle Indie orientali olandesi. Diretto da Joshua ed Othniel Wong e scritto da Saeroen, è interpretato da Rd Mochtar, Roekiah e Eddie T. Effendi.

## Produzione
Il film è incentrato sulla storia di una coppia di amanti disturbati da un ricco arrogante. Venne realizzato riproponendo la stessa formula, lo stesso cast e la stessa troupe del precedente Terang Boelan (1937) di Albert Balink, che era stato un grande successo commerciale. È uno dei tre film a cui  attribuisce il merito di aver rilanciato l'industria cinematografica nazionale, che stava vacillando.
La pellicola si rivelò anch'essa molto fortunata ai botteghini, tanto che venne indicata dallo storico del cinema Misbach Yusa Biran come una delle tre opere che risollevarono le sorti dell'industria cinematografica delle Indie, che aveva infatti subito un tracollo in seguito alla Grande depressione. Questo permise alla vacillante industria cinematografica locale di risollevarsi e ispirando non solo la realizzazione di film rivolti ai malesi ma anche produzioni indonesiane che sfruttarono la sua stessa formula, costituita da canzoni tradizionali, paesaggi meravigliosi ed elementi di romanticismo, che fu seguita per decenni. Lo storico del cinema Misbach Yusa Biran la descrisse come una vera e propria svolta nella storia del cinema indonesiano per il suo effetto catalizzatore nella crescita del settore. Come molti film dell'epoca tuttavia, è, almeno dagli anni settanta, da considerarsi perduta.

## Trama
Fatima (Roekiah) è innamorata di Idris (Rd Mochtar), figlio di un povero pescatore dell'isola di Motaro. Un giorno, un ricco giovanotto, Ali (Eddie T. Effendi), giunge nel villaggio ad insidiare il suo cuore, facendogli dei grandi doni. Lei, tuttavia, non cede e anzi li consegna a Idris, in modo che possa venderli. Alla fine si scopre che Ali è il capo di una banda di criminali e la polizia lo rintraccia attraverso un anello rubato che aveva dato a Fatima.

## Conservazione
Si ritiene che il lungometraggio sia ora perduto, dato che tutti i film dell'epoca erano stati girati su pellicole di nitrato di cellulosa infiammabili e che il magazzino della Produksi Film Negara, dove erano conservati, venne distrutto da un incendio nel 1952, appiccato forse deliberatamente per eliminare le bobine in nitrato. Di fatto l'antropologo visuale statunitense Karl G. Heider suggerì che ogni opera cinematografica indonesiana realizzata prima degli anni Cinquanta sia ormai da considerare irrecuperabile. Tuttavia, lo storico del cinema JB Kristanto, nel suo Katalog Film Indonesia 1926-1995, riporta che diverse opere sopravvissero negli archivi della Sinematek Indonesia e il collega Misbach Yusa Biran aggiunge, scrivendo nel suo saggio Sejarah Film 1900–1950: Bikin Film di Jawa del 2009, che a salvarsi furono numerosi film di propaganda giapponesi, sfuggiti al Servizio informazioni del governo olandese.